# Discografia de Brasas do Forró
A banda Brasas do Forró possui uma discografia de 22 volumes oficiais, dentre álbuns de estúdio e ao vivo, além de 26 álbuns promocionais, 3 EPs e 4 coletâneas. A videografia da banda possui 7 álbuns audiovisuais oficiais e um projeto acústico voltado para a internet.
Atualmente, a banda realiza as gravações em estúdio independente e disponibiliza seus álbuns nas principais plataformas de streaming e para download digital.

## Álbuns de estúdio
| Ano  | Título                             | Gravadora |
| ---- | ---------------------------------- | --------- |
| 1997 | Calorão                            | Somzoom   |
| 1998 | Belo Cinquentão no Vanerão         | Somzoom   |
| 1999 | Super IV                           | Somzoom   |
| 2000 | Volume V                           | Somzoom   |
| 2003 | Esse é 10                          | Somzoom   |
| 2004 | Catinerão: A Nova Onda do Vanerão! | Somzoom   |
| 2005 | É Brasil!                          | Somzoom   |
| 2005 | O Melhor de Todos os Tempos        | Somzoom   |
| 2007 | O Sucesso que Nunca Acaba          | DN Music  |
| 2009 | Aí Eu Choro!                       | DN Music  |

## Álbuns ao vivo
| Ano  | Título                                                    | Gravadora                        |
| ---- | --------------------------------------------------------- | -------------------------------- |
| 1999 | Forronerão Ao Vivo: Gaúcho da Fronteira e Brasas do Forró | Chantecler, Continental EastWest |
| 1999 | Ao Vivo I                                                 | Somzoom                          |
| 2000 | Ao Vivo II                                                | Somzoom                          |
| 2001 | Ao Vivo III                                               | Somzoom                          |
| 2002 | Ao Vivo IV                                                | Somzoom                          |
| 2004 | 15 Anos de Sucesso - Ao Vivo em São Luís                  | Somzoom                          |
| 2006 | Ao Vivo em Caruaru                                        | TN Music                         |
| 2006 | Vol. 15 Ao Vivo                                           | Somzoom                          |
| 2012 | Ao Vivo em Campina Grande                                 | independente                     |
| 2014 | Ao Vivo em Mossoró                                        | independente                     |
| 2015 | Brasas 25 Anos - Ao Vivo em Fortaleza                     | independente                     |
| 2025 | Brasas do Forró 35 Anos - Uma História de Sucesso!        | independente                     |

## Álbuns promocionais
| Ano  | Título                          |
| ---- | ------------------------------- |
| 2006 | Ao Vivo no Clube do Vaqueiro    |
| 2010 | Volume 19                       |
| 2011 | Volume 20                       |
| 2013 | Brasas Elétrico                 |
| 2014 | Promocional Junho de 2014       |
| 2014 | Brasas do Forró Canta Vaquejada |
| 2014 | Xote & Vaquejada I              |
| 2014 | Promocional Outubro de 2014     |
| 2014 | Promocional Dezembro de 2014    |
| 2015 | Promocional Maio de 2015        |
| 2015 | Promocional Setembro de 2015    |
| 2015 | Xote & Vaquejada II             |
| 2016 | Verão 2k16                      |
| 2016 | Tour 2016.2                     |
| 2017 | Vaqueiro Diferenciado           |
| 2017 | Promocional Novembro de 2017    |
| 2018 | Forró & Vaquejada               |
| 2018 | Acústico Imaginar               |
| 2019 | Inédito                         |
| 2021 | Brasas Vanerão Irreverente      |
| 2022 | Puxando Vaquejada               |
| 2023 | Tome Forró                      |
| 2023 | Forró e Vaquejada               |
| 2024 | Forró no Paredão                |
| 2024 | Forró no Paredão 2.0            |
| 2024 | Isso é Que é Forró              |

## EPs
| Ano  | Título                       |
| ---- | ---------------------------- |
| 2016 | Vê se Pára com Isso          |
| 2021 | Brasas na Quarentena         |
| 2024 | Brasas do Forró para Paredão |

## Compilações
| Ano  | Título                                        | Gravadora    |
| ---- | --------------------------------------------- | ------------ |
| 2000 | Só o Quente dos Brasas do Forró - As Melhores | Somzoom      |
| 2006 | O Melhor dos Brasas do Forró                  | Somzoom      |
| 2011 | Coletânea 2 em 1                              | DN Music     |
| 2017 | Top 50 - Greatest Hits                        | independente |

## Videografia
| Ano  | Título                                             | Local                         |
| ---- | -------------------------------------------------- | ----------------------------- |
| 2005 | Ao Vivo em Caruaru                                 | Pátio de Eventos Luiz Gonzaga |
| 2008 | Ao Vivo no Recife                                  | São João da Capitá, Recife    |
| 2011 | Ao Vivo em Campina Grande                          | Parque do Povo                |
| 2014 | Ao Vivo em Mossoró                                 | Mossoró Cidade Junina         |
| 2015 | Brasas 25 Anos - Ao Vivo em Fortaleza              | Siqueira Clube, Fortaleza     |
| 2018 | Acústico Imaginar                                  | Fortaleza                     |
| 2022 | Brasas, Vanerão, Irreverente...                    | Fortaleza                     |
| 2025 | Brasas do Forró 35 Anos - Uma História de Sucesso! | Fortaleza                     |

## Videoclipes
| Ano  | Título          |
| ---- | --------------- |
| 2018 | Fundo do Poço   |
| 2018 | CPF do Vaqueiro |

## Singles
- Fundo do Poço (2019)
- Vaquejadeando (2022)